# Trechus ovipennis
Trechus ovipennis är en skalbaggsart som beskrevs av Victor Ivanovitsch Motschulsky. Trechus ovipennis ingår i släktet Trechus och familjen jordlöpare. Inga underarter finns listade i Catalogue of Life.